# グリーン購入ネットワーク
グリーン購入ネットワーク（英:Green Purchasing Network,略称GPN）は、環境に配慮した商品やサービスの購入を促進するために設立された日本の非営利団体である。1996年に発足し、企業、行政機関、消費者団体など多様な組織が参加している。
2001年のグリーン購入法の施行を受け、会員数は増加していった。2005年には、国際的にグリーン購入を促進する組織として、国際グリーン購入ネットワーク（International Green Purchasing Network＝IGPN）が設立された。

## 概要

### 代表
会長：梅田靖（東京大学大学院工学系研究科 人工物工学研究センター 教授）

### 組織
会員団体合計1,280団体（企業 1,042、行政 104、民間団体 134/2025年3月13日時点）

### 背景
設立の背景には、1990年代における環境問題への高まる関心と、持続可能な消費を促進する必要性があった。当時、地球温暖化や廃棄物問題などが国際的な課題として認識され始め、特に先進国において、環境負荷を減らす取り組みが社会全体で求められていた。こうした中で、日本国内でも、環境に配慮した商品を選び、消費行動を通じて環境改善に貢献する「グリーン購入」の考え方が注目された。
1994年に国連環境計画（UNEP）が「持続可能な開発」に関する国際的な取り組みを推進し始めたことも、グリーン購入の概念を広めるきっかけとなった。日本では、企業や行政機関、民間団体が連携し、組織的に環境配慮型の消費行動を支援するための基盤が求められており、この流れを受けて、1996年にGPNが発足した。初代会長は山本良一氏（東京大学名誉教授）である。

## グリーン購入基本原則
グリーン購入に共通する「必要性の考慮」「製品・サービスのライフサイクルの考慮」「事業者との取り組みの考慮」「情報の入手・活用」という４つの考え方をまとめ、設立初期の1996年11月に制定した。2018年には「社会面への配慮」を追加した改定が行われている。

## 事業

### GPNグリーン購入ガイドラインの策定
「グリーン購入基本原則」に基づいて策定された指針で、環境に配慮した製品やサービスを選択するための基準を提供している。オフィスで使う製品から家電製品、自動車、サービスなど多様なカテゴリーで構成されており、対象とされた製品・サービスのライフサイクル全体を考慮し、環境負荷が低いとされる基準が示されている。（24分野、2024年4月時点）制定・改訂には、会員となっている企業、消費者団体、環境NGO、地方公共団体、学識者などが参加している。

### エコ商品ねっと
環境に配慮した製品やサービスのより良い選択を行うためのデータベースである。利用者はこのサイトを通じて、環境情報や事業者の環境面・社会面の取り組みに関する情報を調べることができる。グリーン購入法適合商品やエコマーク認証商品など、環境配慮の観点で推奨されるさまざまな基準の製品が掲載されており、簡単に比較・検索することができる。登録内容は年4回更新される。（91分野約1万2838商品を掲載、2024年9月時点）

### グリーン購入大賞
持続可能な社会の実現に向けて、優れたグリーン購入活動や環境配慮の取り組みを行った企業や団体、自治体などを対象とした表彰制度である。1998年に創設され、2006年と2016年を除き毎年開催している。環境配慮型製品の導入促進、SDGs（持続可能な開発目標）の目標達成、環境教育など、さまざまな分野での取り組みが評価される。賞には大賞・優秀賞があり、大賞を受賞した団体の中から傑出した3団体に、環境大臣賞、経済産業大臣賞、農林水産大臣賞が授与される。受賞者は先進事例として広く紹介され、環境意識の向上や、グリーン購入のさらなる普及を目的としている。

### セミナー・研究会
持続可能な調達やグリーン購入に関する最新動向、具体的な事例、および政策情報を共有するセミナーが開催されている。このセミナーでは、実践的なスキルやノウハウが提供され、参加者が所属する組織でグリーン購入を実践するための支援を目的とした学びの場となっている。これらの活動は、企業、自治体、教育機関、市民団体など、幅広い主体を対象に実施されている。

### 持続可能な調達アクションプログラム
事業者が自社における取り組み、製品、サービスについて、環境面だけでなく社会面の取り組みやサプライヤーへの確認状況などを自己評価するプログラム。SDGs（持続可能な開発目標）についての課題整理に活用できる。

### GPN500万人一斉行動
2007年10月、グリーン購入を個人レベルに拡大させ、間近に迫った地球温暖化防止を加速させるために行ったキャンペーン。「買い物へ行ったときレジ袋を断る」というテーマから始まり、2012年まで継続的、定期的に実施された。「一斉行動キャンペーン」とも呼ばれる。毎回、テーマと期間を決めて参加を呼び掛けた。500万人の内訳は、GPN会員の組織の人数、その家族も含めた人数を表すとされ、小さなことでも大きな人数で一斉に行えば、大きな成果を上げられると考えた。

### 地方公共団体のグリーン購入の取り組みランキング
地方公共団体が環境配慮型の商品やサービスの調達をどれだけ積極的に行っているのかを示す指標である。環境省が公表している「グリーン購入取り組み状況データベース」の情報を基に、GPNが設定した評価基準により全ての地方自治体のランキングを公表している。

## 地域ネットワーク
グリーン購入を促進し、全国に活動を広げるために各地で地域ネットワークが設立された。各地域の実情をふまえたグリーン購入の普及、環境ビジネスの創出や活性化などの活動を実践している。
- 北海道グリーン購入ネットワーク（2008年5月設立）
- みやぎグリーン購入ネットワーク（2004年3月設立）
- 埼玉グリーン購入ネットワーク（2007年7月設立）
- 横浜グリーン購入ネットワーク（2009年6月設立）
- 三重グリーン購入ネットワーク（2023年4月設立）[8]
- 大阪グリーン購入ネットワーク（2012年1月設立）
- 九州グリーン購入ネットワーク（2007年2月設立、2025年3月解散）